# Doutor Pedrinho
Doutor Pedrinho är en kommun i Brasilien.   Den ligger i delstaten Santa Catarina, i den södra delen av landet, 1 200 km söder om huvudstaden Brasília. Antalet invånare är 3 604.
I omgivningarna runt Doutor Pedrinho växer i huvudsak städsegrön lövskog. Runt Doutor Pedrinho är det glesbefolkat, med 8 invånare per kvadratkilometer.